# Jaroslav Pelc
Jaroslav Pelc (* 5. května 1971) je český policista a politik, od roku 2021 místopředseda hnutí PŘÍSAHA.

## Život
Narodil se v roce 1971. Po studiu nejprve působil jako pořádkový policista. Poté pracoval u různých útvarů kriminální služby a nakonec našel zaměstnání u ÚOOZ, kde působil v odboru, který vyšetřoval majetkovou trestnou činnost v mezinárodní oblasti. Odbor zároveň sám pomáhal zakládat. Po zrušení ÚOOZ v roce 2016 zaměstnání opustil.
K roku 2021 žil v Kladně.

## Politické působení
Na začátku roku 2021 spoluzakládal hnutí PŘÍSAHA a v červnu 2021 se stal jeho místopředsedou. V parlamentních volbách v roce 2021 byl lídrem kandidátní listiny hnutí PŘÍSAHA v Ústeckém kraji. Hnutí však těsně nepřekročilo 5% hranici nutnou ke vstupu do sněmovny, a Pelc tak poslanecký mandát nezískal. V komunálních volbách v roce 2022 kandidoval do Zastupitelstva města Kladna, zvolen ovšem nebyl.
V listopadu 2022 byl zvolen prvním místopředsedou hnutí, když ve funkci vystřídal Tomáše Sochra. V krajských volbách v roce 2024 neúspěšně kandidoval do Zastupitelstva Středočeského kraje. Funkci prvního místopředsedy hnutí obhájil i v únoru 2025.
Ve sněmovních volbách v roce 2025 kandiduje na 4. místě kandidátní listiny hnutí Přísaha ve Středočeském kraji.